# Batalla de Ramla
Batalla de Ramla es pot referir a tres batalles entre els croats i els fatimites d'Egipte que van tenir lloc en Ramleh o Ramal·lah, Palestina, en els anys 1101, 1102 i 1105.

## Primera batalla de Ramla
El 7 de setembre del 1101 260 cavallers i 900 soldats d'infanteria del Regne de Jerusalem, comandats pel rei Balduí I, van derrotar un exèrcit deu vegades superior en nombre, mentre que van perdre un terç de la seva plantilla.

## Segona Batalla de Ramla
El 17 de maig del 1102 un exèrcit egipci de gairebé 20.000 homes, comandat per Sharaf, fill del Visir al-Àfdal, va arribar a Palestina i va aconseguir sorprendre a les tropes de Balduí I de Jerusalem a Ramla, prop del port de Jaffa. El rei va escapar només amagant-se entre els joncs. La majoria dels 500 cavallers van ser morts, entre els qui hi havia Esteve II o Esteve Enric de Blois, o bé capturats. Sharaf va poder conquerit Jerusalem, però per la seva indecisió va possibilitar que arribaren reforços francs per mar i va haver de tornar a Egipte. El 1103 i 1104, el visir del Caire va llançar noves expedicions contra els francs que van fracassar (rivalitat entre la flota i l'exèrcit, la mort del general, entre altres circumstàncies).

## Tercera Batalla de Ramla
El 27 d'agost del 1105 Balduí va repel·lir una ofensiva fatimita, amb el suport de l'atabeg de Damasc.